# Az Amerikai Egyesült Államok a 2006. évi téli olimpiai játékokon
Az Amerikai Egyesült Államok az olaszországi Torinóban megrendezett 2006. évi téli olimpiai játékok egyik részt vevő nemzete volt. Az országot az olimpián 15 sportágban 204 sportoló képviselte, akik összesen 25 érmet szereztek.

## Érmesek
| Érem  | Versenyző | Sportág                    | Versenyszám               |
| ----- | --- | -------------------------- | ------------------------- |
| Arany | Ted Ligety | Alpesisí                   | Férfi összetett           |
| Arany | Julia Mancuso | Alpesisí                   | Női óriás-műlesiklás      |
| Arany | Joey Cheek | Gyorskorcsolya             | Férfi 500 m               |
| Arany | Shani Davis | Gyorskorcsolya             | Férfi 1000 m              |
| Arany | Chad Hedrick | Gyorskorcsolya             | Férfi 5000 m              |
| Arany | Apolo Anton Ohno | Rövidpályás gyorskorcsolya | Férfi 500 m               |
| Arany | Shaun White | Snowboard                  | Férfi halfpipe            |
| Arany | Seth Wescott | Snowboard                  | Férfi krossz              |
| Arany | Hannah Teter | Snowboard                  | Női halfpipe              |
| Ezüst | Shauna Rohbock Valerie Fleming | Bob                        | Női kettes                |
| Ezüst | Joey Cheek | Gyorskorcsolya             | Férfi 1000 m              |
| Ezüst | Shani Davis | Gyorskorcsolya             | Férfi 1500 m              |
| Ezüst | Chad Hedrick | Gyorskorcsolya             | Férfi 10 000 m            |
| Ezüst | Sasha Cohen | Műkorcsolya                | Női egyéni                |
| Ezüst | Tanith Belbin Benjamin Agosto | Műkorcsolya                | Jégtánc                   |
| Ezüst | Danny Kass | Snowboard                  | Férfi halfpipe            |
| Ezüst | Gretchen Bleiler | Snowboard                  | Női halfpipe              |
| Ezüst | Lindsey Jacobellis | Snowboard                  | Női krossz                |
| Bronz | Pete Fenson Shawn Rojeski Joseph Polo John Shuster Scott Baird | Curling                    | Férfi                     |
| Bronz | Chad Hedrick | Gyorskorcsolya             | Férfi 1500 m              |
| Bronz | Nemzeti válogatott Caitlin Cahow Julie Chu Natalie Darwitz Pam Dreyer Tricia Dunn-Luoma Molly Engstrom Chanda Gunn Jamie Hagerman Kim Insalaco Kathleen Kauth Courtney Kennedy Katie King Kristin King Sarah Parsons Jenny Potter Helen Resor Angela Ruggiero Kelly Stephens Lyndsay Wall Krissy Wendell | Jégkorong                  | Női                       |
| Bronz | Apolo Anton Ohno | Rövidpályás gyorskorcsolya | Férfi 1000 m              |
| Bronz | Alex Izykowski J. P. Kepka Apolo Anton Ohno Rusty Smith | Rövidpályás gyorskorcsolya | Férfi 5000 m váltó        |
| Bronz | Toby Dawson | Síakrobatika               | Férfi mogul               |
| Bronz | Rosey Fletcher | Snowboard                  | Női parallel giant slalom |

## Alpesisí
Férfi
| Versenyző       | Versenyszám            | 1. futam      | 1. futam      | 2. futam | 2. futam | Összesítés    | Összesítés    |
| Versenyző       | Versenyszám            | Idő           | Hely.         | Idő      | Hely.    | Idő           | Helyezés      |
| --------------- | ---------------------- | ------------- | ------------- | -------- | -------- | ------------- | ------------- |
| James Cochran   | Műlesiklás             | 54,49         | 13.           | 51,19    | 16.      | 1:45,68       | 12.           |
| Chip Knight     | Műlesiklás             | 54,71         | 15.           | 51,55    | 21.      | 1:46,26       | 18.           |
| Ted Ligety      | Műlesiklás             | kizárták      | kizárták      | kiesett  | kiesett  | kiesett       | kiesett       |
| Ted Ligety      | Óriás-műlesiklás       | nem ért célba | nem ért célba | kiesett  | kiesett  | kiesett       | kiesett       |
| Scott Macartney | Lesiklás               |               |               |          |          | 1:50,68       | 15.           |
| Scott Macartney | Szuperóriás-műlesiklás |               |               |          |          | 1:31,23       | 7.            |
| Bode Miller     | Lesiklás               |               |               |          |          | 1:49,93       | 5.            |
| Bode Miller     | Műlesiklás             | nem ért célba | nem ért célba | kiesett  | kiesett  | kiesett       | kiesett       |
| Bode Miller     | Óriás-műlesiklás       | 1:17,58       | 12.           | 1:18,48  | 4.       | 2:36,06       | 6.*           |
| Bode Miller     | Szuperóriás-műlesiklás |               |               |          |          | nem ért célba | nem ért célba |
| Steven Nyman    | Lesiklás               |               |               |          |          | 1:50,88       | 19.*          |
| Steven Nyman    | Szuperóriás-műlesiklás |               |               |          |          | 1:36,22       | 43.           |
| Daron Rahlves   | Lesiklás               |               |               |          |          | 1:50,33       | 10.           |
| Daron Rahlves   | Óriás-műlesiklás       | nem ért célba | nem ért célba | kiesett  | kiesett  | kiesett       | kiesett       |
| Daron Rahlves   | Szuperóriás-műlesiklás |               |               |          |          | 1:31,37       | 9.            |
| Erik Schlopy    | Óriás-műlesiklás       | 1:18,34       | 17.           | 1:19,22  | 9.*      | 2:37,56       | 13.           |

| Versenyző       | Versenyszám | Lesiklás | Lesiklás | Műlesiklás | Műlesiklás | Műlesiklás | Műlesiklás | Műlesiklás | Műlesiklás | Összesítés | Összesítés |
| Versenyző       | Versenyszám | Lesiklás | Lesiklás | 1. futam   | 1. futam   | 2. futam   | 2. futam   | Össz.      | Össz.      | Összesítés | Összesítés |
| Versenyző       | Versenyszám | Idő      | Hely.    | Idő        | Hely.      | Idő        | Hely.      | Idő        | Hely.      | Idő        | Helyezés   |
| --------------- | ----------- | -------- | -------- | ---------- | ---------- | ---------- | ---------- | ---------- | ---------- | ---------- | ---------- |
| Ted Ligety      | Összetett   | 1:41,42  | 32.      | 44,09      | 1.         | 43,84      | 2.         | 1:27,93    | 1.         | 3:09,35    |            |
| Scott Macartney | Összetett   | 1:40,06  | 10.      | 46,82      | 22.        | 46,17      | 19.        | 1:32,99    | 19.*       | 3:13,05    | 16.        |
| Bode Miller     | Összetett   | 1:38,36  | 1.       | kizárták   | kizárták   | kiesett    | kiesett    | kiesett    | kiesett    | kiesett    | kiesett    |
| Steven Nyman    | Összetett   | 1:40,19  | 11.      | 47,14      | 25.        | 55,35      | 33.        | 1:42,49    | 30.        | 3:22,68    | 29.        |

Női
| Versenyző        | Versenyszám            | 1. futam | 1. futam | 2. futam      | 2. futam      | Összesítés | Összesítés |
| Versenyző        | Versenyszám            | Idő      | Hely.    | Idő           | Hely.         | Idő        | Helyezés   |
| ---------------- | ---------------------- | -------- | -------- | ------------- | ------------- | ---------- | ---------- |
| Kirsten Clark    | Lesiklás               |          |          |               |               | 1:59,07    | 21.        |
| Kirsten Clark    | Szuperóriás-műlesiklás |          |          |               |               | 1:33,98    | 14.        |
| Stacey Cook      | Lesiklás               |          |          |               |               | 1:58,70    | 19.        |
| Stacey Cook      | Óriás-műlesiklás       | 1:03,35  | 27.      | 1:11,09       | 20.           | 2:14,44    | 23.        |
| Lindsey Kildow   | Lesiklás               |          |          |               |               | 1:57,78    | 8.*        |
| Lindsey Kildow   | Műlesiklás             | 43,92    | 15.      | 47,66         | 10.           | 1:31,58    | 14.        |
| Lindsey Kildow   | Szuperóriás-műlesiklás |          |          |               |               | 1:33,42    | 7.         |
| Kristina Koznick | Műlesiklás             | 45,72    | 34.      | nem indult    | nem indult    | kiesett    | kiesett    |
| Libby Ludlow     | Szuperóriás-műlesiklás |          |          |               |               | 1:35,01    | 28.        |
| Julia Mancuso    | Lesiklás               |          |          |               |               | 1:57,71    | 7.         |
| Julia Mancuso    | Óriás-műlesiklás       | 1:00,89  | 1.       | 1:08,30       | 2.            | 2:09,19    |            |
| Julia Mancuso    | Szuperóriás-műlesiklás |          |          |               |               | 1:33,72    | 11.        |
| Sarah Schleper   | Műlesiklás             | 43,61    | 14.      | 47,77         | 12.           | 1:31,38    | 10.        |
| Sarah Schleper   | Óriás-műlesiklás       | 1:02,01  | 12.      | nem ért célba | nem ért célba | kiesett    | kiesett    |
| Resi Stiegler    | Műlesiklás             | 44,15    | 17.*     | 47,33         | 8.            | 1:31,48    | 12.        |

| Versenyző         | Versenyszám | Műlesiklás | Műlesiklás | Műlesiklás    | Műlesiklás    | Műlesiklás | Műlesiklás | Lesiklás | Lesiklás | Összesítés | Összesítés |
| Versenyző         | Versenyszám | 1. futam   | 1. futam   | 2. futam      | 2. futam      | Össz.      | Össz.      | Lesiklás | Lesiklás | Összesítés | Összesítés |
| Versenyző         | Versenyszám | Idő        | Hely.      | Idő           | Hely.         | Idő        | Hely.      | Idő      | Hely.    | Idő        | Helyezés   |
| ----------------- | ----------- | ---------- | ---------- | ------------- | ------------- | ---------- | ---------- | -------- | -------- | ---------- | ---------- |
| Lindsey Kildow    | Összetett   | 39,86      | 11.        | nem ért célba | nem ért célba | kiesett    | kiesett    | kiesett  | kiesett  | kiesett    | kiesett    |
| Julia Mancuso     | Összetett   | 39,79      | 10.        | 44,81         | 16.           | 1:24,60    | 11.        | 1:30,84  | 9.       | 2:55,44    | 9.         |
| Kaylin Richardson | Összetett   | 40,45      | 18.        | 44,55         | 12.           | 1:25,00    | 15.*       | 1:31,83  | 18.      | 2:56,83    | 17.        |
| Resi Stiegler     | Összetett   | 39,08      | 7.         | 44,36         | 10.           | 1:23,44    | 9.         | 1:32,35  | 20.      | 2:55,79    | 11.        |

* - egy másik versenyzővel azonos eredményt ért el

## Biatlon
Férfi
| Versenyző                                         | Versenyszám           | Lövőhiba    | Időeredmény | Helyezés |
| ------------------------------------------------- | --------------------- | ----------- | ----------- | -------- |
| Lowell Bailey                                     | 10 km sprint          | 3 (1+2)     | 29:02,0     | 46.      |
| Lowell Bailey                                     | 12,5 km üldözőverseny | 6 (3+1+1+1) | 41:31,3     | 48.      |
| Lowell Bailey                                     | 20 km egyéni          | 3 (2+1+0+0) | 58:45,1     | 27.      |
| Tim Burke                                         | 10 km sprint          | 3 (1+2)     | 28:27,8     | 35.      |
| Tim Burke                                         | 12,5 km üldözőverseny | 4 (0+2+2+0) | 39:17,6     | 36.      |
| Tim Burke                                         | 20 km egyéni          | 7 (3+3+1+0) | 1:01:55,0   | 58.      |
| Jay Hakkinen                                      | 10 km sprint          | 6 (5+1)     | 31:22,2     | 78.      |
| Jay Hakkinen                                      | 15 km tömegrajtos     | 1 (0+0+1+0) | 48:29,6     | 13.      |
| Jay Hakkinen                                      | 20 km egyéni          | 3 (2+0+1+0) | 56:10,9     | 10.      |
| Jeremy Teela                                      | 10 km sprint          | 4 (2+2)     | 29:32,7     | 60.      |
| Jeremy Teela                                      | 20 km egyéni          | 5 (1+0+1+3) | 1:01:03,3   | 51.      |
| Jay Hakkinen Tim Burke Lowell Bailey Jeremy Teela | 4 × 7,5 km váltó      | 1+17        | 1:24:23,4   | 9.       |

Női
| Versenyző                                             | Versenyszám         | Lövőhiba     | Időeredmény | Helyezés |
| ----------------------------------------------------- | ------------------- | ------------ | ----------- | -------- |
| Lanny Barnes                                          | 15 km egyéni        | 4 (1+2+0+1)  | 59:46,2     | 64.      |
| Tracy Barnes                                          | 7,5 km sprint       | 2 (2+0)      | 26:47,9     | 71.      |
| Tracy Barnes                                          | 15 km egyéni        | 1 (1+0+0+0)  | 57:58,0     | 57.      |
| Sarah Konrad                                          | 7,5 km sprint       | 8 (4+4)      | 27:30,6     | 75.      |
| Sarah Konrad                                          | 15 km egyéni        | 10 (2+2+4+2) | 59:33,1     | 62.      |
| Rachel Steer                                          | 7,5 km sprint       | 1 (1+0)      | 24:29,6     | 35.      |
| Rachel Steer                                          | 10 km üldözőverseny | 2 (0+0+1+1)  | 43:32,8     | 39.      |
| Rachel Steer                                          | 15 km egyéni        | 3 (1+1+1+0)  | 55:48,3     | 41.      |
| Carolyn Treacy                                        | 7,5 km sprint       | 4 (1+3)      | 28:18,7     | 80.      |
| Rachel Steer Tracy Barnes Lanny Barnes Carolyn Treacy | 4 × 6 km váltó      | 0+11         | 1:25:20,3   | 15.      |

## Bob
Férfi
| Versenyző                                                             | Versenyszám | 1. futam | 1. futam | 2. futam | 2. futam | 3. futam | 3. futam | 4. futam | 4. futam | Összesítés | Összesítés |
| Versenyző                                                             | Versenyszám | Idő      | Hely.    | Idő      | Hely.    | Idő      | Hely.    | Idő      | Hely.    | Idő        | Helyezés   |
| --------------------------------------------------------------------- | ----------- | -------- | -------- | -------- | -------- | -------- | -------- | -------- | -------- | ---------- | ---------- |
| Todd Hays Pavle Jovanovic                                             | Kettes      | 55,81    | 7.       | 55,72    | 3.       | 56,31    | 7.       | 56,88    | 7.       | 3:44,72    | 7.         |
| Steven Holcomb Bill Schuffenhauer                                     | Kettes      | 56,16    | 13.      | 55,96    | 12.      | 57,05    | 17.*     | 57,04    | 12.      | 3:46,21    | 14.        |
| Todd Hays Pavle Jovanovic Steve Mesler Brock Kreitzburg               | Négyes      | 55,43    | 5.       | 55,56    | 7.       | 55,04    | 6.       | 55,41    | 10.      | 3:41,44    | 7.         |
| Steven Holcomb Curtis Tomasevicz Bill Schuffenhauer Lorenzo Smith III | Négyes      | 55,46    | 6.       | 55,50    | 6.       | 55,14    | 7.       | 55,26    | 6.       | 3:41,36    | 6.         |

Női
| Versenyző                      | Versenyszám | 1. futam | 1. futam | 2. futam | 2. futam | 3. futam | 3. futam | 4. futam | 4. futam | Összesítés | Összesítés |
| Versenyző                      | Versenyszám | Idő      | Hely.    | Idő      | Hely.    | Idő      | Hely.    | Idő      | Hely.    | Idő        | Helyezés   |
| ------------------------------ | ----------- | -------- | -------- | -------- | -------- | -------- | -------- | -------- | -------- | ---------- | ---------- |
| Shauna Rohbock Valerie Fleming | Kettes      | 57,37    | 3.*      | 57,65    | 2.       | 57,78    | 3.       | 57,89    | 3.       | 3:50,69    |            |
| Jean Prahm Vonetta Flowers     | Kettes      | 57,97    | 10.      | 57,67    | 3.*      | 57,81    | 4.       | 58,33    | 7.       | 3:51,78    | 6.         |

* - egy másik csapattal azonos időt értek el

## Curling

### Férfi
- Pete Fenson
- Shawn Rojeski
- Joseph Polo
- John Shuster
- Scott Baird

#### Eredmények
Csoportkör
| Nemzet           | Szkip                  | Gy | V | P+ | P- | Gy end | V end | D end | Saját rabolt endek | Lökés % |
| ---------------- | ---------------------- | -- | - | -- | -- | ------ | ----- | ----- | ------------------ | ------- |
| Finnország       | Markku Uusipaavalniemi | 7  | 2 | 53 | 40 | 32     | 31    | 23    | 9                  | 78%     |
| Kanada           | Brad Gushue            | 6  | 3 | 66 | 46 | 47     | 31    | 9     | 23                 | 80%     |
| Egyesült Államok | Pete Fenson            | 6  | 3 | 66 | 47 | 36     | 33    | 16    | 13                 | 80%     |
| Nagy-Britannia   | David Murdoch          | 6  | 3 | 59 | 49 | 36     | 31    | 17    | 12                 | 81%     |
| Norvégia         | Pål Trulsen            | 5  | 4 | 57 | 47 | 33     | 32    | 17    | 9                  | 78%     |
| Svájc            | Ralph Stöckli          | 5  | 4 | 56 | 45 | 31     | 34    | 18    | 10                 | 76%     |
| Olaszország      | Joël Retornaz          | 4  | 5 | 47 | 66 | 37     | 38    | 10    | 7                  | 70%     |
| Németország      | Andy Kapp              | 3  | 6 | 53 | 55 | 34     | 34    | 17    | 12                 | 77%     |
| Svédország       | Peja Lindholm          | 3  | 6 | 45 | 68 | 31     | 40    | 12    | 4                  | 78%     |
| Új-Zéland        | Sean Becker            | 0  | 9 | 37 | 76 | 28     | 41    | 12    | 6                  | 69%     |

- február 13., 09:00

| Csapat             | Csapat                    | 1 | 2 | 3 | 4 | 5 | 6 | 7 | 8 | 9 | 10 | VE |
|                    | Norvégia (Trulsen)        | 1 | 0 | 0 | 2 | 0 | 2 | 0 | 0 | X | X  | 5  |
| 1. end utolsó köve | Egyesült Államok (Fenson) | 0 | 2 | 1 | 0 | 3 | 0 | 0 | 5 | X | X  | 11 |

- február 13., 19:00

| Csapat             | Csapat                       | 1 | 2 | 3 | 4 | 5 | 6 | 7 | 8 | 9 | 10 | VE |
|                    | Finnország (Uusipaavalniemi) | 0 | 0 | 0 | 2 | 0 | 0 | 0 | 1 | 0 | 1  | 4  |
| 1. end utolsó köve | Egyesült Államok (Fenson)    | 0 | 2 | 0 | 0 | 0 | 1 | 0 | 0 | 0 | 0  | 3  |

- február 14., 14:00

| Csapat             | Csapat                    | 1 | 2 | 3 | 4 | 5 | 6 | 7 | 8 | 9 | 10 | VE |
|                    | Egyesült Államok (Fenson) | 0 | 2 | 2 | 0 | 2 | 1 | 0 | 3 | X | X  | 10 |
| 1. end utolsó köve | Új-Zéland (Becker)        | 2 | 0 | 0 | 0 | 0 | 0 | 2 | 0 | X | X  | 4  |

- február 15., 19:00

| Csapat             | Csapat                    | 1 | 2 | 3 | 4 | 5 | 6 | 7 | 8 | 9 | 10 | VE |
|                    | Egyesült Államok (Fenson) | 0 | 0 | 0 | 0 | 2 | 0 | 2 | 0 | 0 | 1  | 5  |
| 1. end utolsó köve | Olaszország (Retornaz)    | 0 | 0 | 1 | 1 | 0 | 2 | 0 | 1 | 1 | 0  | 6  |

- február 16., 14:00

| Csapat             | Csapat                    | 1 | 2 | 3 | 4 | 5 | 6 | 7 | 8 | 9 | 10 | VE |
|                    | Egyesült Államok (Fenson) | 0 | 2 | 0 | 2 | 0 | 1 | 0 | 1 | 2 | 2  | 10 |
| 1. end utolsó köve | Svédország (Lindholm)     | 2 | 0 | 2 | 0 | 1 | 0 | 1 | 0 | 0 | 0  | 6  |

- február 17., 19:00

| Csapat             | Csapat                    | 1 | 2 | 3 | 4 | 5 | 6 | 7 | 8 | 9 | 10 | VE |
| 1. end utolsó köve | Egyesült Államok (Fenson) | 0 | 0 | 2 | 0 | 0 | 1 | 1 | 0 | 2 | 1  | 7  |
|                    | Svájc (Stöckli)           | 0 | 0 | 0 | 0 | 1 | 0 | 0 | 2 | 0 | 0  | 3  |

- február 18., 14:00

| Csapat             | Csapat                    | 1 | 2 | 3 | 4 | 5 | 6 | 7 | 8 | 9 | 10 | VE |
|                    | Németország (Kapp)        | 0 | 0 | 1 | 0 | 1 | 0 | 2 | 0 | 1 | X  | 5  |
| 1. end utolsó köve | Egyesült Államok (Fenson) | 2 | 1 | 0 | 0 | 0 | 2 | 0 | 3 | 0 | 0  | 8  |

- február 19., 09:00

| Csapat             | Csapat                    | 1 | 2 | 3 | 4 | 5 | 6 | 7 | 8 | 9 | 10 | VE |
|                    | Nagy-Britannia (Murdoch)  | 0 | 1 | 0 | 2 | 1 | 0 | 0 | 1 | 2 | 1  | 8  |
| 1. end utolsó köve | Egyesült Államok (Fenson) | 2 | 0 | 4 | 0 | 0 | 1 | 2 | 0 | 0 | 0  | 9  |

- február 20., 14:00

| Csapat             | Csapat                    | 1 | 2 | 3 | 4 | 5 | 6 | 7 | 8 | 9 | 10 | VE |
| 1. end utolsó köve | Kanada (Gushue)           | 0 | 0 | 0 | 2 | 0 | 0 | 0 | 2 | 1 | 1  | 6  |
|                    | Egyesült Államok (Fenson) | 1 | 0 | 0 | 0 | 1 | 0 | 1 | 0 | 0 | 0  | 3  |

Elődöntő
- február 22., 19:00

| Csapat             | Csapat                    | 1 | 2 | 3 | 4 | 5 | 6 | 7 | 8 | 9 | 10 | VE |
| 1. end utolsó köve | Kanada (Gushue)           | 0 | 2 | 0 | 2 | 0 | 2 | 0 | 0 | 5 | X  | 11 |
|                    | Egyesült Államok (Fenson) | 1 | 0 | 1 | 0 | 1 | 0 | 0 | 2 | 0 | X  | 5  |

Bronzmérkőzés
- február 24., 13:00

| Csapat             | Csapat                    | 1 | 2 | 3 | 4 | 5 | 6 | 7 | 8 | 9 | 10 | VE |
| 1. end utolsó köve | Egyesült Államok (Fenson) | 1 | 0 | 3 | 0 | 0 | 2 | 0 | 1 | 0 | 1  | 8  |
|                    | Nagy-Britannia (Murdoch)  | 0 | 1 | 0 | 1 | 0 | 0 | 3 | 0 | 1 | 0  | 6  |

| Csapat           | Helyezés |
| ---------------- | -------- |
| Egyesült Államok |          |

### Női
- Cassandra Johnson
- Jamie Johnson
- Jessica Schultz
- Maureen Brunt
- Courtney George

#### Eredmények
Csoportkör
| Nemzet           | Szkip               | Gy | V | P+ | P- | Gy end | V end | D end | Saját rabolt endek | Lökés % |
| ---------------- | ------------------- | -- | - | -- | -- | ------ | ----- | ----- | ------------------ | ------- |
| Svédország       | Anette Norberg      | 7  | 2 | 61 | 54 | 41     | 36    | 14    | 11                 | 79%     |
| Svájc            | Mirjam Ott          | 7  | 2 | 74 | 44 | 37     | 32    | 11    | 10                 | 75%     |
| Kanada           | Shannon Kleibrink   | 6  | 3 | 68 | 51 | 39     | 32    | 16    | 10                 | 75%     |
| Norvégia         | Dordi Nordby        | 6  | 3 | 73 | 54 | 45     | 32    | 5     | 16                 | 73%     |
| Nagy-Britannia   | Rhona Martin        | 5  | 4 | 55 | 54 | 31     | 35    | 17    | 6                  | 76%     |
| Oroszország      | Ljudmila Privivkova | 5  | 4 | 57 | 60 | 41     | 36    | 14    | 11                 | 77%     |
| Japán            | Onodera Ajumi       | 4  | 5 | 53 | 59 | 36     | 35    | 16    | 11                 | 72%     |
| Egyesült Államok | Cassandra Johnson   | 2  | 7 | 58 | 66 | 34     | 38    | 11    | 9                  | 73%     |
| Dánia            | Dorthe Holm         | 2  | 7 | 47 | 69 | 27     | 42    | 12    | 3                  | 72%     |
| Olaszország      | Diana Gaspari       | 1  | 8 | 44 | 79 | 33     | 43    | 9     | 4                  | 66%     |

- február 13., 14:00

| Csapat             | Csapat                     | 1 | 2 | 3 | 4 | 5 | 6 | 7 | 8 | 9 | 10 | VE |
|                    | Norvégia (Nordby)          | 0 | 1 | 0 | 0 | 3 | 0 | 3 | 2 | 1 | 1  | 11 |
| 1. end utolsó köve | Egyesült Államok (Johnson) | 2 | 0 | 1 | 1 | 0 | 2 | 0 | 0 | 0 | 0  | 6  |

- február 14., 09:00

| Csapat             | Csapat                     | 1 | 2 | 3 | 4 | 5 | 6 | 7 | 8 | 9 | 10 | VE |
|                    | Egyesült Államok (Johnson) | 0 | 0 | 1 | 0 | 2 | 0 | 2 | 0 | X | X  | 5  |
| 1. end utolsó köve | Kanada (Kleibrink)         | 5 | 1 | 0 | 1 | 0 | 3 | 0 | 1 | X | X  | 11 |

- február 14., 19:00

| Csapat             | Csapat                     | 1 | 2 | 3 | 4 | 5 | 6 | 7 | 8 | 9 | 10 | 11 | VE |
| 1. end utolsó köve | Egyesült Államok (Johnson) | 2 | 0 | 0 | 0 | 1 | 0 | 1 | 0 | 1 | 0  | 0  | 5  |
|                    | Japán (Onodera)            | 0 | 0 | 2 | 1 | 0 | 0 | 0 | 2 | 0 | 0  | 1  | 6  |

- február 15., 14:00

| Csapat             | Csapat                     | 1 | 2 | 3 | 4 | 5 | 6 | 7 | 8 | 9 | 10 | VE |
|                    | Dánia (Holm)               | 0 | 0 | 1 | 0 | 0 | 2 | 0 | 0 | 0 | 0  | 3  |
| 1. end utolsó köve | Egyesült Államok (Johnson) | 0 | 1 | 0 | 1 | 2 | 0 | 0 | 1 | 1 | 2  | 8  |

- február 16., 19:00

| Csapat             | Csapat                     | 1 | 2 | 3 | 4 | 5 | 6 | 7 | 8 | 9 | 10 | 11 | VE |
| 1. end utolsó köve | Svédország (Norberg)       | 0 | 1 | 0 | 0 | 0 | 0 | 1 | 1 | 0 | 1  | 1  | 5  |
|                    | Egyesült Államok (Johnson) | 0 | 0 | 1 | 0 | 1 | 0 | 0 | 0 | 2 | 0  | 0  | 4  |

- február 17., 14:00

| Csapat             | Csapat                     | 1 | 2 | 3 | 4 | 5 | 6 | 7 | 8 | 9 | 10 | 11 | VE |
|                    | Egyesült Államok (Johnson) | 0 | 0 | 2 | 0 | 0 | 0 | 2 | 0 | 0 | 3  | 0  | 7  |
| 1. end utolsó köve | Oroszország (Privivkova)   | 0 | 2 | 0 | 1 | 1 | 2 | 0 | 1 | 0 | 0  | 1  | 8  |

- február 18., 19:00

| Csapat             | Csapat                     | 1 | 2 | 3 | 4 | 5 | 6 | 7 | 8 | 9 | 10 | VE |
|                    | Olaszország (Gaspari)      | 0 | 0 | 0 | 0 | 3 | 0 | X | X | X | X  | 3  |
| 1. end utolsó köve | Egyesült Államok (Johnson) | 0 | 2 | 3 | 2 | 0 | 4 | X | X | X | X  | 11 |

- február 19., 14:00

| Csapat             | Csapat                     | 1 | 2 | 3 | 4 | 5 | 6 | 7 | 8 | 9 | 10 | VE |
|                    | Svájc (Ott)                | 0 | 2 | 2 | 0 | 0 | 1 | 0 | 1 | 0 | 3  | 9  |
| 1. end utolsó köve | Egyesült Államok (Johnson) | 2 | 0 | 0 | 1 | 2 | 0 | 2 | 0 | 1 | 0  | 8  |

- február 20., 19:00

| Csapat             | Csapat                     | 1 | 2 | 3 | 4 | 5 | 6 | 7 | 8 | 9 | 10 | VE |
|                    | Egyesült Államok (Johnson) | 0 | 1 | 0 | 3 | 0 | 0 | X | X | X | X  | 4  |
| 1. end utolsó köve | Nagy-Britannia (Martin)    | 2 | 0 | 4 | 0 | 3 | 1 | X | X | X | X  | 10 |

| Csapat           | Helyezés |
| ---------------- | -------- |
| Egyesült Államok | 8.       |

## Északi összetett
| Versenyző                                              | Versenyszám        | Síugrás | Síugrás | Síugrás    | Sífutás | Sífutás | Összesítés | Összesítés |
| Versenyző                                              | Versenyszám        | Pont    | Hely.   | Időhátrány | Idő     | Hely.   | Idő        | Helyezés   |
| ------------------------------------------------------ | ------------------ | ------- | ------- | ---------- | ------- | ------- | ---------- | ---------- |
| Brett Camerota                                         | Normálsánc + 15 km | 203,5   | 33.     | +3:56      | 41:03,6 | 35.     | 44:59,6    | 38.        |
| Eric Camerota                                          | Nagysánc + 7,5 km  | 94,5    | 40.     | +2:05      | 18:59,8 | 33.     | 21:04,8    | 39.        |
| Bill Demong                                            | Normálsánc + 15 km | 220,0   | 19.*    | +2:50      | 39:18,5 | 8.      | 42:08,5    | 15.        |
| Bill Demong                                            | Nagysánc + 7,5 km  | 102,2   | 30.     | +1:34      | 18:29,7 | 24.     | 20:03,7    | 25.        |
| Todd Lodwick                                           | Normálsánc + 15 km | 232,0   | 13.     | +2:02      | 38:54,6 | 6.      | 40:56,6    | 8.         |
| Todd Lodwick                                           | Nagysánc + 7,5 km  | 107,3   | 19.     | +1:14      | 17:57,4 | 6.      | 19:11,4    | 9.         |
| Johnny Spillane                                        | Normálsánc + 15 km | 220,0   | 19.*    | +2:50      | 41:37,6 | 38.     | 44:27,6    | 30.        |
| Johnny Spillane                                        | Nagysánc + 7,5 km  | 109,5   | 14.     | +1:05      | 18:10,2 | 11.     | 19:15,2    | 10.        |
| Bill Demong Todd Lodwick Johnny Spillane Carl van Loan | Csapat             | 820,6   | 8.      | +1:33      | 50:19,5 | 5.      | 51:52,5    | 7.         |

* - egy másik versenyzővel azonos eredményt ért el

## Gyorskorcsolya
Férfi
| Versenyző                 | Versenyszám | 1. futam | 1. futam | 2. futam | 2. futam | Eredmény | Helyezés |
| Versenyző                 | Versenyszám | Idő      | Hely.    | Idő      | Hely.    | Eredmény | Helyezés |
| ------------------------- | ----------- | -------- | -------- | -------- | -------- | -------- | -------- |
| KC Boutiette              | 5000 m      |          |          |          |          | 6:37,29  | 19.      |
| Kip Carpenter             | 500 m       | 36,40    | 31.      | 35,68    | 17.*     | 72,08    | 26.      |
| Joey Cheek                | 500 m       | 34,82    | 1.       | 34,94    | 1.       | 69,76    |          |
| Joey Cheek                | 1000 m      |          |          |          |          | 1:09,16  |          |
| Joey Cheek                | 1500 m      |          |          |          |          | 1:47,52  | 9.       |
| Shani Davis               | 1000 m      |          |          |          |          | 1:08,89  |          |
| Shani Davis               | 1500 m      |          |          |          |          | 1:46,13  |          |
| Shani Davis               | 5000 m      |          |          |          |          | 6:23,08  | 7.       |
| Casey FitzRandolph        | 500 m       | 35,78    | 18.      | 35,34    | 8.       | 71,12    | 12.      |
| Casey FitzRandolph        | 1000 m      |          |          |          |          | 1:09,59  | 9.       |
| Tucker Fredricks          | 500 m       | 36,02    | 25.      | 35,99    | 28.      | 72,01    | 25.      |
| Chad Hedrick              | 1000 m      |          |          |          |          | 1:09,45  | 6.       |
| Chad Hedrick              | 1500 m      |          |          |          |          | 1:46,22  |          |
| Chad Hedrick              | 5000 m      |          |          |          |          | 6:14,68  |          |
| Chad Hedrick              | 10 000 m    |          |          |          |          | 13:05,40 |          |
| Charles Ryan Leveille Cox | 10 000 m    |          |          |          |          | 14:14,81 | 15.      |
| Derek Parra               | 1500 m      |          |          |          |          | 1:48,54  | 19.      |

Női
| Versenyző          | Versenyszám | 1. futam | 1. futam | 2. futam | 2. futam | Eredmény | Helyezés |
| Versenyző          | Versenyszám | Idő      | Hely.    | Idő      | Hely.    | Eredmény | Helyezés |
| ------------------ | ----------- | -------- | -------- | -------- | -------- | -------- | -------- |
| Margaret Crowley   | 3000 m      |          |          |          |          | 4:17,37  | 22.      |
| Kristine Holzer    | 3000 m      |          |          |          |          | 4:26,60  | 27.      |
| Maria Lamb         | 1500 m      |          |          |          |          | 2:02,12  | 24.      |
| Elli Ochowicz      | 500 m       | 39,83    | 23.*     | 39,65    | 22.*     | 79,48    | 23.      |
| Elli Ochowicz      | 1000 m      |          |          |          |          | 1:19,94  | 32.      |
| Catherine Raney    | 1500 m      |          |          |          |          | 2:01,17  | 18.      |
| Catherine Raney    | 3000 m      |          |          |          |          | 4:10,44  | 11.      |
| Catherine Raney    | 5000 m      |          |          |          |          | 7:04,91  | 7.       |
| Jennifer Rodriguez | 500 m       | 38,97    | 10.      | 38,73    | 10.      | 77,70    | 11.      |
| Jennifer Rodriguez | 1000 m      |          |          |          |          | 1:17,47  | 10.      |
| Jennifer Rodriguez | 1500 m      |          |          |          |          | 1:59,30  | 8.       |
| Amy Sannes         | 500 m       | 39,42    | 15.*     | 39,47    | 20.      | 78,89    | 17.      |
| Amy Sannes         | 1000 m      |          |          |          |          | 1:18,50  | 25.      |
| Chris Witty        | 500 m       | 40,23    | 28.      | 40,46    | 28.      | 80,69    | 28.      |
| Chris Witty        | 1000 m      |          |          |          |          | 1:18,70  | 27.      |

* - egy másik versenyzővel azonos eredményt ért el
Csapatversenyek
| Versenyző                                                                 | Versenyszám | Előfutam | Előfutam | Negyeddöntő                                                                              | Negyeddöntő | Elődöntő     | Elődöntő  | Döntő | Döntő                                                                                   | Döntő     | Helyezés |
| Versenyző                                                                 | Versenyszám | Idő      | Hely.    | Ellenfél Idő                                                                             | Saját idő   | Ellenfél Idő | Saját idő | Típus | Ellenfél Idő                                                                            | Saját idő | Helyezés |
| ------------------------------------------------------------------------- | ----------- | -------- | -------- | ---------------------------------------------------------------------------------------- | ----------- | ------------ | --------- | ----- | --------------------------------------------------------------------------------------- | --------- | -------- |
| KC Boutiette Chad Hedrick Charles Ryan Leveille Cox Clay Mull Derek Parra | Férfi       | 3:51,32  | 7.       | Olaszország (ITA) · (7.) · Matteo Anesi · Enrico Fabris · Ippolito Sanfratello · 3:43,64 | 3:44,11     |              |           | C     | Oroszország (RUS) · (6.) · Alekszandr Kibalko · Dmitrij Sepel · Ivan Szkobrev · 3:46,91 | 3:49,73   | 6.       |
| Margaret Crowley Maria Lamb Catherine Raney Jennifer Rodriguez Amy Sannes | Női         | 3:07,83  | 6.       | Kanada (CAN) · (3.) · Kristina Groves · Cindy Klassen · Christine Nesbitt · 3:01,24      | 3:04,59     |              |           | C     | Hollandia (NED) · (4.) · Gretha Smit · Paulien van Deutekom · Ireen Wüst · 3:05,62      | 3:04,22   | 5.       |

## Jégkorong

### Férfi
| Amerikai nemzeti férfi jégkorongcsapat-játékoskeret | Amerikai nemzeti férfi jégkorongcsapat-játékoskeret | Amerikai nemzeti férfi jégkorongcsapat-játékoskeret | Amerikai nemzeti férfi jégkorongcsapat-játékoskeret | Amerikai nemzeti férfi jégkorongcsapat-játékoskeret | Amerikai nemzeti férfi jégkorongcsapat-játékoskeret | Amerikai nemzeti férfi jégkorongcsapat-játékoskeret |
| #                                                   | Név                                                 | Poszt                                               | Magasság                                            | Súly                                                | Kor                                                 | Klub                                                |
| --------------------------------------------------- | --------------------------------------------------- | --------------------------------------------------- | --------------------------------------------------- | --------------------------------------------------- | --------------------------------------------------- | --------------------------------------------------- |
| 29                                                  | Rick DiPietro                                       | K                                                   | 180                                                 | 84                                                  | 1981. szeptember 19. (24 évesen)                    | New York Islanders                                  |
| 42                                                  | Robert Esche                                        | K                                                   | 185                                                 | 95                                                  | 1978. január 22. (28 évesen)                        | Philadelphia Flyers                                 |
| 47                                                  | John Grahame                                        | K                                                   | 188                                                 | 95                                                  | 1975. augusztus 31. (30 évesen)                     | Tampa Bay Lightning                                 |
| 2                                                   | Derian Hatcher                                      | V                                                   | 196                                                 | 107                                                 | 1972. június 4. (33 évesen)                         | Philadelphia Flyers                                 |
| 3                                                   | Aaron Miller                                        | V                                                   | 193                                                 | 99                                                  | 1971. augusztus 11. (34 évesen)                     | Los Angeles Kings                                   |
| 4                                                   | Jordan Leopold                                      | V                                                   | 185                                                 | 93                                                  | 1980. augusztus 3. (25 évesen)                      | Calgary Flames                                      |
| 23                                                  | Mathieu Schneider                                   | V                                                   | 180                                                 | 85                                                  | 1969. június 12. (36 évesen)                        | Detroit Red Wings                                   |
| 24                                                  | Chris Chelios                                       | V                                                   | 185                                                 | 86                                                  | 1962. január 25. (44 évesen)                        | Detroit Red Wings                                   |
| 27                                                  | John-Michael Liles                                  | V                                                   | 178                                                 | 84                                                  | 1980. november 25. (25 évesen)                      | Colorado Avalanche                                  |
| 28                                                  | Brian Rafalski                                      | V                                                   | 175                                                 | 86                                                  | 1973. szeptember 28. (32 évesen)                    | New Jersey Devils                                   |
| 7                                                   | Keith Tkachuk                                       | T                                                   | 188                                                 | 102                                                 | 1972. március 28. (33 évesen)                       | St. Louis Blues                                     |
| 9                                                   | Mike Modano                                         | T                                                   | 191                                                 | 93                                                  | 1970. június 7. (35 évesen)                         | Dallas Stars                                        |
| 11                                                  | Scott Gomez                                         | T                                                   | 180                                                 | 91                                                  | 1979. december 23. (26 évesen)                      | New Jersey Devils                                   |
| 12                                                  | Brian Rolston                                       | T                                                   | 188                                                 | 95                                                  | 1973. február 21. (32 évesen)                       | Minnesota Wild                                      |
| 13                                                  | Bill Guerin                                         | T                                                   | 188                                                 | 95                                                  | 1970. november 9. (35 évesen)                       | Dallas Stars                                        |
| 14                                                  | Brian Gionta                                        | T                                                   | 170                                                 | 79                                                  | 1979. január 18. (27 évesen)                        | New Jersey Devils                                   |
| 18                                                  | Chris Drury                                         | T                                                   | 178                                                 | 82                                                  | 1976. augusztus 20. (29 évesen)                     | Buffalo Sabres                                      |
| 21                                                  | Mike Knuble                                         | T                                                   | 191                                                 | 103                                                 | 1972. július 4. (33 évesen)                         | Philadelphia Flyers                                 |
| 22                                                  | Craig Conroy                                        | T                                                   | 188                                                 | 91                                                  | 1971. szeptember 4. (34 évesen)                     | Los Angeles Kings                                   |
| 26                                                  | Erik Cole                                           | T                                                   | 188                                                 | 91                                                  | 1978. november 6. (27 évesen)                       | Carolina Hurricanes                                 |
| 37                                                  | Mark Parrish                                        | T                                                   | 183                                                 | 91                                                  | 1977. február 2. (29 évesen)                        | New York Islanders                                  |
| 39                                                  | Doug Weight                                         | T                                                   | 180                                                 | 91                                                  | 1971. január 21. (35 évesen)                        | St. Louis Blues                                     |
| 55                                                  | Jason Blake                                         | T                                                   | 178                                                 | 82                                                  | 1973. szeptember 2. (32 évesen)                     | New York Islanders                                  |
| Vezetőedző: Don Waddell                             | Vezetőedző: Don Waddell                             | Vezetőedző: Don Waddell                             | Vezetőedző: Don Waddell                             | Vezetőedző: Don Waddell                             | 1958. augusztus 19. (47 évesen)                     | 1958. augusztus 19. (47 évesen)                     |

- Posztok rövidítései: K – Kapus, V – Védő, T – Támadó
- Kor: 2006. február 15-i kora

#### Eredmények
B csoport
| Nemzet           | M | Gy | D | V | G+ | G– | Gk  | P  |
| ---------------- | - | -- | - | - | -- | -- | --- | -- |
| Szlovákia        | 5 | 5  | 0 | 0 | 18 | 8  | +10 | 10 |
| Oroszország      | 5 | 4  | 0 | 1 | 23 | 11 | +12 | 8  |
| Svédország       | 5 | 3  | 0 | 2 | 15 | 12 | +3  | 6  |
| Egyesült Államok | 5 | 1  | 1 | 3 | 13 | 13 | 0   | 3  |
| Kazahsztán       | 5 | 1  | 0 | 4 | 9  | 16 | –7  | 2  |
| Lettország       | 5 | 0  | 1 | 4 | 11 | 29 | –18 | 1  |

| 2006. február 15. 21:05 | Lettország (LAT) | 3 – 3 (1–2, 2–0, 0–1) | Egyesült Államok | Palasport Olimpico Nézőszám: 7851 |

| Jegyzőkönyv | Jegyzőkönyv | Jegyzőkönyv                       | Jegyzőkönyv | Jegyzőkönyv                     |
| --- | ----------- | --------------------------------- | ----------- | ------------------------------- |
| |             |                                   |             | Játékvezető: Timo Favorin (FIN) |
| \| \| 0 – 1 \| 9:44 - Gionta (Liles, Gomez) (PP) \| \| \| 0 – 2 \| 10:38 - Conroy \| \| Ņiživijs (Ozoliņš) - 13:15 \| 1 – 2 \| \| \| Tribuncovs (Ozoliņš, Ņiživijs) (PP) - 35:04 \| 2 – 2 \| \| \| Vasiļjevs (Laviņš) - 35:44 \| 3 – 2 \| \| \| \| 3 – 3 \| 42:01 - Leopold (Hedican, Conroy) \| |             |                                   |             |                                 |
| 16 perc | Büntetések  | 16 perc                           |             |                                 |
| 25 | Lövések     | 42                                |             |                                 |
| | 0 – 1       | 9:44 - Gionta (Liles, Gomez) (PP) |             |                                 |
| | 0 – 2       | 10:38 - Conroy                    |             |                                 |
| Ņiživijs (Ozoliņš) - 13:15 | 1 – 2       |                                   |             |                                 |
| Tribuncovs (Ozoliņš, Ņiživijs) (PP) - 35:04 | 2 – 2       |                                   |             |                                 |
| Vasiļjevs (Laviņš) - 35:44 | 3 – 2       |                                   |             |                                 |
| | 3 – 3       | 42:01 - Leopold (Hedican, Conroy) |             |                                 |

| 2006. február 16. 21:05 | Egyesült Államok (USA) | 4 – 1 (3–0, 0–0, 1–1) | Kazahsztán | Torino Esposizioni Nézőszám: 3400 |

| Jegyzőkönyv | Jegyzőkönyv | Jegyzőkönyv                        | Jegyzőkönyv | Jegyzőkönyv                         |
| --- | ----------- | ---------------------------------- | ----------- | ----------------------------------- |
| |             |                                    |             | Játékvezető: Thomas Andersson (SWE) |
| \| Guerin (Drury) - 1:34 \| 1 – 0 \| \| \| Rolston (Weight) (PP) - 8:31 \| 2 – 0 \| \| \| Gionta (Liles, Gomez) (PP) - 16:50 \| 3 – 0 \| \| \| \| 3 – 1 \| 51:02 - J. Koreskov (Vaszilcsenko) \| \| Modano (Cole) - 51:53 \| 4 – 1 \| \| |             |                                    |             |                                     |
| 10 perc | Büntetések  | 20 perc                            |             |                                     |
| 36 | Lövések     | 12                                 |             |                                     |
| Guerin (Drury) - 1:34 | 1 – 0       |                                    |             |                                     |
| Rolston (Weight) (PP) - 8:31 | 2 – 0       |                                    |             |                                     |
| Gionta (Liles, Gomez) (PP) - 16:50 | 3 – 0       |                                    |             |                                     |
| | 3 – 1       | 51:02 - J. Koreskov (Vaszilcsenko) |             |                                     |
| Modano (Cole) - 51:53 | 4 – 1       |                                    |             |                                     |

| 2006. február 18. 20:05 | Szlovákia (SVK) | 2 – 1 (0–0, 1–1, 1–0) | Egyesült Államok | Torino Esposizioni Nézőszám: 4697 |

| Jegyzőkönyv | Jegyzőkönyv | Jegyzőkönyv                            | Jegyzőkönyv | Jegyzőkönyv                      |
| --- | ----------- | -------------------------------------- | ----------- | -------------------------------- |
| |             |                                        |             | Játékvezető: Dan Marouelli (CAN) |
| \| Mari. Hossa (Demitra, Gáborík) (PP) - 34:20 \| 1 – 0 \| \| \| \| 1 – 1 \| 38:24 - Rolston (Rafalski, Gomez) (PP) \| \| Bondra (Šatan, Kapuš) - 41:48 \| 2 – 1 \| \| |             |                                        |             |                                  |
| 8 perc | Büntetések  | 16 perc                                |             |                                  |
| 21 | Lövések     | 30                                     |             |                                  |
| Mari. Hossa (Demitra, Gáborík) (PP) - 34:20 | 1 – 0       |                                        |             |                                  |
| | 1 – 1       | 38:24 - Rolston (Rafalski, Gomez) (PP) |             |                                  |
| Bondra (Šatan, Kapuš) - 41:48 | 2 – 1       |                                        |             |                                  |

| 2006. február 19. 17:05 | Egyesült Államok (USA) | 1 – 2 (1–1, 0–0, 0–1) | Svédország | Torino Esposizioni Nézőszám: 4450 |

| Jegyzőkönyv | Jegyzőkönyv | Jegyzőkönyv                                     | Jegyzőkönyv | Jegyzőkönyv                      |
| --- | ----------- | ----------------------------------------------- | ----------- | -------------------------------- |
| |             |                                                 |             | Játékvezető: Dan Marouelli (CAN) |
| \| \| 0 – 1 \| 7:05 - Alfredsson (K. Jönsson, M. Sundin) \| \| Modano (Conroy, Chelios) - 17:31 \| 1 – 1 \| \| \| \| 1 – 2 \| 44:22 - Samuelsson (Alfredsson, M. Sundin) (PP) \| |             |                                                 |             |                                  |
| 14 perc | Büntetések  | 12 perc                                         |             |                                  |
| 25 | Lövések     | 26                                              |             |                                  |
| | 0 – 1       | 7:05 - Alfredsson (K. Jönsson, M. Sundin)       |             |                                  |
| Modano (Conroy, Chelios) - 17:31 | 1 – 1       |                                                 |             |                                  |
| | 1 – 2       | 44:22 - Samuelsson (Alfredsson, M. Sundin) (PP) |             |                                  |

| 2006. február 21. 20:35 | Egyesült Államok (USA) | 4 – 5 (1–2, 1–1, 2–2) | Oroszország | Palasport Olimpico Nézőszám: 9378 |

| Jegyzőkönyv | Jegyzőkönyv | Jegyzőkönyv                                | Jegyzőkönyv | Jegyzőkönyv                      |
| --- | ----------- | ------------------------------------------ | ----------- | -------------------------------- |
| |             |                                            |             | Játékvezető: Paul Devorski (CAN) |
| \| \| 0 – 1 \| 9:27 - Koroljuk \| \| \| 0 – 2 \| 10:41 - Malkin (Kaszparajtyisz) \| \| Rolston (Conroy) (PP) - 18:38 \| 1 – 2 \| \| \| \| 1 – 3 \| 35:00 - A. Markov (Dacjuk, Szusinszkij) \| \| Gionta (Gomez, Weight) (PP) - 39:01 \| 2 – 3 \| \| \| Gomez (Schneider, Rolston) (PP) - 45:00 \| 3 – 3 \| \| \| \| 3 – 4 \| 49:55 - Ovecskin, (Malkin, Kaszparajtyisz) \| \| Cole (Knuble, Drury) - 50:38 \| 4 – 4 \| \| \| \| 4 – 5 \| 51:52 - Kovaljov (Dacjuk, Malkin) \| |             |                                            |             |                                  |
| 8 perc | Büntetések  | 14 perc                                    |             |                                  |
| 34 | Lövések     | 21                                         |             |                                  |
| | 0 – 1       | 9:27 - Koroljuk                            |             |                                  |
| | 0 – 2       | 10:41 - Malkin (Kaszparajtyisz)            |             |                                  |
| Rolston (Conroy) (PP) - 18:38 | 1 – 2       |                                            |             |                                  |
| | 1 – 3       | 35:00 - A. Markov (Dacjuk, Szusinszkij)    |             |                                  |
| Gionta (Gomez, Weight) (PP) - 39:01 | 2 – 3       |                                            |             |                                  |
| Gomez (Schneider, Rolston) (PP) - 45:00 | 3 – 3       |                                            |             |                                  |
| | 3 – 4       | 49:55 - Ovecskin, (Malkin, Kaszparajtyisz) |             |                                  |
| Cole (Knuble, Drury) - 50:38 | 4 – 4       |                                            |             |                                  |
| | 4 – 5       | 51:52 - Kovaljov (Dacjuk, Malkin)          |             |                                  |

Negyeddöntő
| 2006. február 22. 17:35 | Finnország (FIN) | 4 – 3 (2–1, 2–1, 0–1) | Egyesült Államok | Palasport Olimpico Nézőszám: 6691 |

| Jegyzőkönyv | Jegyzőkönyv | Jegyzőkönyv                               | Jegyzőkönyv | Jegyzőkönyv                      |
| --- | ----------- | ----------------------------------------- | ----------- | -------------------------------- |
| |             |                                           |             | Játékvezető: Paul Devorski (CAN) |
| \| Peltonen (J. Jokinen, Salo) - 9:33 \| 1 - 0 \| \| \| Salo (SH) - 12:01 \| 2 - 0 \| \| \| \| 2 - 1 \| 13:14 - Knuble (Schnieder, Weight) \| \| \| 2 - 2 \| 21:29 - Schneider (Rafalski, Conroy) (PP) \| \| O. Jokinen (Peltonen) (PP) - 25:06 \| 3 - 2 \| \| \| O. Jokinen (PP) - 37:10 \| 4 - 2 \| \| \| \| 4 - 3 \| 55:33 - Gionta (Drury, Cole) \| |             |                                           |             |                                  |
| 16 perc | Büntetések  | 30 perc                                   |             |                                  |
| 25 | Lövések     | 28                                        |             |                                  |
| Peltonen (J. Jokinen, Salo) - 9:33 | 1 - 0       |                                           |             |                                  |
| Salo (SH) - 12:01 | 2 - 0       |                                           |             |                                  |
| | 2 - 1       | 13:14 - Knuble (Schnieder, Weight)        |             |                                  |
| | 2 - 2       | 21:29 - Schneider (Rafalski, Conroy) (PP) |             |                                  |
| O. Jokinen (Peltonen) (PP) - 25:06 | 3 - 2       |                                           |             |                                  |
| O. Jokinen (PP) - 37:10 | 4 - 2       |                                           |             |                                  |
| | 4 - 3       | 55:33 - Gionta (Drury, Cole)              |             |                                  |

| Csapat           | Helyezés |
| ---------------- | -------- |
| Egyesült Államok | 8.       |

### Női
| Amerikai nemzeti női jégkorongcsapat-játékoskeret | Amerikai nemzeti női jégkorongcsapat-játékoskeret | Amerikai nemzeti női jégkorongcsapat-játékoskeret | Amerikai nemzeti női jégkorongcsapat-játékoskeret | Amerikai nemzeti női jégkorongcsapat-játékoskeret | Amerikai nemzeti női jégkorongcsapat-játékoskeret | Amerikai nemzeti női jégkorongcsapat-játékoskeret |
| #                                                 | Név                                               | Poszt                                             | Magasság                                          | Súly                                              | Kor                                               | Klub                                              |
| ------------------------------------------------- | ------------------------------------------------- | ------------------------------------------------- | ------------------------------------------------- | ------------------------------------------------- | ------------------------------------------------- | ------------------------------------------------- |
| 30                                                | Chanda Gunn                                       | K                                                 | 170                                               | 63                                                | 1980. január 27. (26 évesen)                      | Northeastern University                           |
| 31                                                | Pam Dreyer                                        | K                                                 | 165                                               | 70                                                | 1981. augusztus 9. (24 évesen)                    | Brown University                                  |
| 3                                                 | Courtney Kennedy                                  | V                                                 | 175                                               | 86                                                | 1979. március 29. (26 évesen)                     | University of Minnesota                           |
| 4                                                 | Angela Ruggiero                                   | V                                                 | 175                                               | 84                                                | 1980. január 3. (26 évesen)                       | Harvard University                                |
| 5                                                 | Lyndsay Wall                                      | V                                                 | 173                                               | 70                                                | 1985. május 12. (20 évesen)                       | University of Minnesota                           |
| 6                                                 | Helen Resor                                       | V                                                 | 178                                               | 70                                                | 1985. október 18. (20 évesen)                     | Yale University                                   |
| 8                                                 | Caitlin Cahow                                     | V                                                 | 162                                               | 70                                                | 1985. május 20. (20 évesen)                       | Harvard University                                |
| 9                                                 | Molly Engstrom                                    | V                                                 | 175                                               | 77                                                | 1983. március 1. (22 évesen)                      | University of Wisconsin–Madison                   |
| 11                                                | Jamie Hagerman                                    | V                                                 | 175                                               | 77                                                | 1981. május 7. (24 évesen)                        | Harvard University                                |
| 7                                                 | Krissy Wendell                                    | T                                                 | 168                                               | 70                                                | 1981. szeptember 12. (24 évesen)                  | University of Minnesota                           |
| 10                                                | Kim Insalaco                                      | T                                                 | 165                                               | 59                                                | 1980. november 4. (25 évesen)                     | Brown University                                  |
| 12                                                | Jenny Potter                                      | T                                                 | 163                                               | 66                                                | 1979. január 12. (27 évesen)                      | University of Minnesota-Duluth                    |
| 13                                                | Julie Chu                                         | T                                                 | 173                                               | 68                                                | 1982. március 13. (23 évesen)                     | Harvard University                                |
| 14                                                | Kelly Stephens                                    | T                                                 | 168                                               | 59                                                | 1983. június 4. (22 évesen)                       | University of Minnesota                           |
| 18                                                | Kathleen Kauth                                    | T                                                 | 173                                               | 68                                                | 1979. március 28. (26 évesen)                     | Brown University                                  |
| 19                                                | Kristin King                                      | T                                                 | 163                                               | 61                                                | 1979. július 21. (26 évesen)                      | Dartmouth College                                 |
| 20                                                | Katie King                                        | T                                                 | 175                                               | 77                                                | 1975. május 24. (30 évesen)                       | Brown University                                  |
| 22                                                | Natalie Darwitz                                   | T                                                 | 160                                               | 64                                                | 1983. október 13. (22 évesen)                     | University of Minnesota                           |
| 25                                                | Tricia Dunn-Luoma                                 | T                                                 | 173                                               | 66                                                | 1975. április 25. (30 évesen)                     | University of New Hampshire                       |
| 27                                                | Sarah Parsons                                     | T                                                 | 173                                               | 64                                                | 1987. július 27. (18 évesen)                      | Noble & Greenough High School                     |
| Vezetőedző: Ben Smith                             | Vezetőedző: Ben Smith                             | Vezetőedző: Ben Smith                             | Vezetőedző: Ben Smith                             | Vezetőedző: Ben Smith                             | 1946. január 22. (60 évesen)                      | 1946. január 22. (60 évesen)                      |

- Posztok rövidítései: K – Kapus, V – Védő, T – Támadó
- Kor: 2006. február 15-i kora

#### Eredmények
B csoport
| Nemzet           | M | Gy | D | V | G+ | G– | Gk  | P |
| ---------------- | - | -- | - | - | -- | -- | --- | - |
| Egyesült Államok | 3 | 3  | 0 | 0 | 18 | 3  | 15  | 6 |
| Finnország       | 3 | 2  | 0 | 1 | 10 | 7  | +3  | 4 |
| Németország      | 3 | 1  | 0 | 2 | 2  | 9  | –7  | 2 |
| Svájc            | 3 | 0  | 0 | 3 | 1  | 12 | –11 | 0 |

| 2006. február 11. 18:05 | Egyesült Államok (USA) | 6 – 0 (1–0, 1–0, 4–0) | Svájc | Torino Esposizioni Nézőszám: 2900 |

| Jegyzőkönyv | Jegyzőkönyv | Jegyzőkönyv | Jegyzőkönyv | Jegyzőkönyv                           |
| --- | ----------- | ----------- | ----------- | ------------------------------------- |
| |             |             |             | Játékvezető: Katerina Ivicicova (CZE) |
| \| Ka. King (Potter) - 2:38 \| 1 – 0 \| \| \| Dunn-Luoma (SH2) - 32:27 \| 2 – 0 \| \| \| Wendell (Ruggiero, Potter) - 47:53 \| 3 – 0 \| \| \| Darwitz (Parsons) - 50:33 \| 4 – 0 \| \| \| Wendell (Potter) - 52:40 \| 5 – 0 \| \| \| Potter (Ruggiero) - 58:50 \| 6 – 0 \| \| |             |             |             |                                       |
| 18 perc | Büntetések  | 14 perc     |             |                                       |
| 56 | Lövések     | 9           |             |                                       |
| Ka. King (Potter) - 2:38 | 1 – 0       |             |             |                                       |
| Dunn-Luoma (SH2) - 32:27 | 2 – 0       |             |             |                                       |
| Wendell (Ruggiero, Potter) - 47:53 | 3 – 0       |             |             |                                       |
| Darwitz (Parsons) - 50:33 | 4 – 0       |             |             |                                       |
| Wendell (Potter) - 52:40 | 5 – 0       |             |             |                                       |
| Potter (Ruggiero) - 58:50 | 6 – 0       |             |             |                                       |

| 2006. február 12. 19:05 | Németország (GER) | 0 – 5 (0–2, 0–2, 0–1) | Egyesült Államok | Palasport Olimpico Nézőszám: 7794 |

| Jegyzőkönyv | Jegyzőkönyv | Jegyzőkönyv                         | Jegyzőkönyv | Jegyzőkönyv                     |
| --- | ----------- | ----------------------------------- | ----------- | ------------------------------- |
| |             |                                     |             | Játékvezető: Anu Hirvonen (FIN) |
| \| \| 0 – 1 \| 4:33 - Potter (Ka. King) (PP) \| \| \| 0 – 2 \| 17:13 - Ka. King (Chu, Potter) (PP) \| \| \| 0 – 3 \| 21:11 - Parsons (Resor, Stephens) \| \| \| 0 – 4 \| 29:57 - Darwitz (Parsons, Ka. King) \| \| \| 0 – 5 \| 50:54 - Parsons (Ruggiero) \| |             |                                     |             |                                 |
| 20 perc | Büntetések  | 16 perc                             |             |                                 |
| 10 | Lövések     | 60                                  |             |                                 |
| | 0 – 1       | 4:33 - Potter (Ka. King) (PP)       |             |                                 |
| | 0 – 2       | 17:13 - Ka. King (Chu, Potter) (PP) |             |                                 |
| | 0 – 3       | 21:11 - Parsons (Resor, Stephens)   |             |                                 |
| | 0 – 4       | 29:57 - Darwitz (Parsons, Ka. King) |             |                                 |
| | 0 – 5       | 50:54 - Parsons (Ruggiero)          |             |                                 |

| 2006. február 14. 20:35 | Egyesült Államok (USA) | 7 – 3 (1–2, 1–1, 5–0) | Finnország | Palasport Olimpico Nézőszám: 7697 |

| Jegyzőkönyv | Jegyzőkönyv | Jegyzőkönyv                            | Jegyzőkönyv | Jegyzőkönyv                         |
| --- | ----------- | -------------------------------------- | ----------- | ----------------------------------- |
| |             |                                        |             | Játékvezető: Stephanie Norman (CAN) |
| \| \| 0 – 1 \| 00:13 - Pehkonen (Rantamäki) \| \| Parsons (Wendell, Potter) (PP) - 8:08 \| 1 – 1 \| \| \| \| 1 – 2 \| 11:26 - Laaksonen (Saa. Tuominen) (PP) \| \| \| 1 – 3 \| 32:01 - Kovalainen (Saarinen) (PP) \| \| Parsons (Chu) - 38:54 \| 2 – 3 \| \| \| Ka. King - 41:28 \| 3 – 3 \| \| \| Ruggiero - 50:16 \| 4 – 3 \| \| \| Darwitz (Wall) (PP) - 51:01 \| 5 – 3 \| \| \| Wendell (Parsons, Ruggiero) - 52:18 \| 6 – 3 \| \| \| Ruggiero (Darwitz, Stephens) - 55:36 \| 7 – 3 \| \| |             |                                        |             |                                     |
| 38 perc | Büntetések  | 22 perc                                |             |                                     |
| 31 | Lövések     | 15                                     |             |                                     |
| | 0 – 1       | 00:13 - Pehkonen (Rantamäki)           |             |                                     |
| Parsons (Wendell, Potter) (PP) - 8:08 | 1 – 1       |                                        |             |                                     |
| | 1 – 2       | 11:26 - Laaksonen (Saa. Tuominen) (PP) |             |                                     |
| | 1 – 3       | 32:01 - Kovalainen (Saarinen) (PP)     |             |                                     |
| Parsons (Chu) - 38:54 | 2 – 3       |                                        |             |                                     |
| Ka. King - 41:28 | 3 – 3       |                                        |             |                                     |
| Ruggiero - 50:16 | 4 – 3       |                                        |             |                                     |
| Darwitz (Wall) (PP) - 51:01 | 5 – 3       |                                        |             |                                     |
| Wendell (Parsons, Ruggiero) - 52:18 | 6 – 3       |                                        |             |                                     |
| Ruggiero (Darwitz, Stephens) - 55:36 | 7 – 3       |                                        |             |                                     |

Elődöntő
| 2006. február 17. 17:05 | Egyesült Államok (USA) | 2 – 3 (sz.) (1–0, 1–2, 0–0, 0–0, 0–1) | Svédország | Palasport Olimpico Nézőszám: 5654 |

| Jegyzőkönyv | Jegyzőkönyv | Jegyzőkönyv                | Jegyzőkönyv | Jegyzőkönyv                    |
| --- | ----------- | -------------------------- | ----------- | ------------------------------ |
| |             |                            |             | Játékvezető: Joy Tottman (GBR) |
| \| Kr. King (Potter, Chu) (PP) - 11:55 \| 1 – 0 \| \| \| Stephens (Wall, Darwitz) (PP) - 21:04 \| 2 – 0 \| \| \| \| 2 – 1 \| 26:17 - Rooth (O'Konor) \| \| \| 2 – 2 \| 29:40 - Rooth (Holst) (SH) \| |             |                            |             |                                |
| Darwitz Potter Ruggiero Wendell | Szétlövés   | Holst Ansson Winberg Rooth |             |                                |
| 12 perc | Büntetések  | 22 perc                    |             |                                |
| 39 | Lövések     | 17                         |             |                                |
| Kr. King (Potter, Chu) (PP) - 11:55 | 1 – 0       |                            |             |                                |
| Stephens (Wall, Darwitz) (PP) - 21:04 | 2 – 0       |                            |             |                                |
| | 2 – 1       | 26:17 - Rooth (O'Konor)    |             |                                |
| | 2 – 2       | 29:40 - Rooth (Holst) (SH) |             |                                |

Bronzmérkőzés
| 2006. február 20. 16:35 | Finnország (FIN) | 0 – 4 (0–3, 0–1, 0–0) | Egyesült Államok | Palasport Olimpico Nézőszám: 5150 |

| Jegyzőkönyv | Jegyzőkönyv | Jegyzőkönyv                         | Jegyzőkönyv | Jegyzőkönyv                    |
| --- | ----------- | ----------------------------------- | ----------- | ------------------------------ |
| |             |                                     |             | Játékvezető: Joy Tottman (GBR) |
| \| \| 0 – 1 \| 2:32 - Stephens (Chu, Darwitz) (PP) \| \| \| 0 – 2 \| 8:09 - Ka. King (Resor) \| \| \| 0 – 3 \| 11:05 - Ka. King (Potter) \| \| \| 0 – 4 \| 21:44 - Ka. King (Chu, Kr. King) \| |             |                                     |             |                                |
| 12 perc | Büntetések  | 20 perc                             |             |                                |
| 14 | Lövések     | 20                                  |             |                                |
| | 0 – 1       | 2:32 - Stephens (Chu, Darwitz) (PP) |             |                                |
| | 0 – 2       | 8:09 - Ka. King (Resor)             |             |                                |
| | 0 – 3       | 11:05 - Ka. King (Potter)           |             |                                |
| | 0 – 4       | 21:44 - Ka. King (Chu, Kr. King)    |             |                                |

| Csapat           | Helyezés |
| ---------------- | -------- |
| Egyesült Államok |          |

## Műkorcsolya
| Versenyző                    | Versenyszám  | Rövid program | Rövid program | Kűr    | Kűr   | Összesítés | Összesítés |
| Versenyző                    | Versenyszám  | Pont          | Hely.         | Pont   | Hely. | Pont       | Helyezés   |
| ---------------------------- | ------------ | ------------- | ------------- | ------ | ----- | ---------- | ---------- |
| Evan Lysacek                 | Férfi egyéni | 67,55         | 10.           | 152,58 | 3.    | 220,13     | 4.         |
| Matthew Savoie               | Férfi egyéni | 69,15         | 8.            | 137,52 | 5.    | 206,67     | 7.         |
| Johnny Weir                  | Férfi egyéni | 80,00         | 2.            | 136,63 | 6.    | 216,63     | 5.         |
| Sasha Cohen                  | Női egyéni   | 66,73         | 1.            | 116,63 | 2.    | 183,36     |            |
| Emily Hughes                 | Női egyéni   | 57,08         | 7.            | 103,79 | 7.    | 160,87     | 7.         |
| Kimmie Meissner              | Női egyéni   | 59,40         | 5.            | 106,31 | 6.    | 165,71     | 6.         |
| Rena Inoue John Baldwin      | Páros        | 61,27         | 6.            | 113,74 | 7.    | 175,01     | 7.         |
| Marcy Hinzmann Aaron Parchem | Páros        | 49,58         | 13.           | 97,47  | 13.   | 147,05     | 13.        |

| Versenyző                      | Versenyszám | Kötelező tánc | Kötelező tánc | Eredeti (original) tánc | Eredeti (original) tánc | Kűr   | Kűr   | Összesítés | Összesítés |
| Versenyző                      | Versenyszám | Pont          | Hely.         | Pont                    | Hely.                   | Pont  | Hely. | Pont       | Helyezés   |
| ------------------------------ | ----------- | ------------- | ------------- | ----------------------- | ----------------------- | ----- | ----- | ---------- | ---------- |
| Tanith Belbin Benjamin Agosto  | Jégtánc     | 37,36         | 6.            | 60,53                   | 2.                      | 98,17 | 4.    | 196,06     |            |
| Melissa Gregory Denis Petukhov | Jégtánc     | 30,51         | 15.           | 47,00                   | 14.                     | 81,64 | 14.   | 159,15     | 14.        |
| Jamie Silverstein Ryan O'Meara | Jégtánc     | 27,53         | 18.           | 46,00                   | 16.                     | 76,87 | 18.   | 150,40     | 16.        |

## Rövidpályás gyorskorcsolya
Férfi
| Versenyző                                               | Versenyszám  | Előfutam | Előfutam | Negyeddöntő | Negyeddöntő | Elődöntő | Elődöntő | B döntő  | B döntő | Döntő    | Döntő   | Helyezés |
| Versenyző                                               | Versenyszám  | Idő      | Hely.    | Idő         | Hely.       | Idő      | Hely.    | Idő      | Hely.   | Idő      | Hely.   | Helyezés |
| ------------------------------------------------------- | ------------ | -------- | -------- | ----------- | ----------- | -------- | -------- | -------- | ------- | -------- | ------- | -------- |
| Alex Izykowski                                          | 1500 m       | 2:19,731 | 3.       |             |             | 2:18,610 | 5.       | kiesett  | kiesett | kiesett  | kiesett | 12.      |
| Anthony Lobello                                         | 500 m        | 1:14,000 | 4.       | kiesett     | kiesett     | kiesett  | kiesett  | kiesett  | kiesett | kiesett  | kiesett | 23.      |
| Apolo Anton Ohno                                        | 500 m        | 42,836   | 1.       | 42,020      | 1.          | 42,400   | 2.       |          |         | 41,935   | 1.      |          |
| Apolo Anton Ohno                                        | 1000 m       | 1:36,120 | 1.       | 1:29,650    | 2.          | 1:28,080 | 2.       |          |         | 1:26,927 | 3.      |          |
| Apolo Anton Ohno                                        | 1500 m       | 2:23,668 | 1.       |             |             | 2:20,346 | 4.       | 2:24,789 | 3.      |          |         | 8.       |
| Rusty Smith                                             | 1000 m       | 1:27,508 | 2.       | 1:27,000    | 1.          | 1:29,515 | 2.       |          |         | 1:27,435 | 4.      | 4.       |
| Alex Izykowski J. P. Kepka Apolo Anton Ohno Rusty Smith | 5000 m váltó |          |          |             |             | 6:55,082 | 1.       |          |         | 6:47,990 | 3.      |          |

Női
| Versenyző                                                                  | Versenyszám  | Előfutam | Előfutam | Negyeddöntő | Negyeddöntő | Elődöntő | Elődöntő | B döntő  | B döntő | Döntő   | Döntő   | Helyezés |
| Versenyző                                                                  | Versenyszám  | Idő      | Hely.    | Idő         | Hely.       | Idő      | Hely.    | Idő      | Hely.   | Idő     | Hely.   | Helyezés |
| -------------------------------------------------------------------------- | ------------ | -------- | -------- | ----------- | ----------- | -------- | -------- | -------- | ------- | ------- | ------- | -------- |
| Allison Baver                                                              | 500 m        | 45,998   | 1.       | 53,135      | 2.          | 45,512   | 3.       | 55,689   | 4.      |         |         | 7.       |
| Allison Baver                                                              | 1500 m       | 2:27,635 | 1.       |             |             | 2:23,490 | 5.       | kiesett  | kiesett | kiesett | kiesett | 12.      |
| Kimberly Derrick                                                           | 1000 m       | 1:33,812 | 2.       | kizárták    | kizárták    | kiesett  | kiesett  | kiesett  | kiesett | kiesett | kiesett | kiesett  |
| Hyo-Jung Kim                                                               | 500 m        | 46,077   | 2.       | 45,339      | 4.          | kiesett  | kiesett  | kiesett  | kiesett | kiesett | kiesett | 12.      |
| Hyo-Jung Kim                                                               | 1000 m       | 1:36,182 | 1.       | 1:34,164    | 1.          | 1:54,187 | 5.       | kiesett  | kiesett | kiesett | kiesett | 8.       |
| Hyo-Jung Kim                                                               | 1500 m       | 2:27,460 | 2.       |             |             | 2:32,527 | 3.       | 2:29,978 | 3.      |         |         | 8.       |
| Allison Baver Kimberly Derrick Maria Garcia Caroline Hallisey Hyo-Jung Kim | 3000 m váltó |          |          |             |             | 4:18,333 | 3.       | 4:18,740 | 1.      |         |         | 4.       |

## Síakrobatika
Ugrás
| Versenyző      | Versenyszám | Selejtező | Selejtező | Döntő   | Döntő    |
| Versenyző      | Versenyszám | Pont      | Helyezés  | Pont    | Helyezés |
| -------------- | ----------- | --------- | --------- | ------- | -------- |
| Eric Bergoust  | Férfi       | 205,85    | 17.       | kiesett | kiesett  |
| Joe Pack       | Férfi       | 211,33    | 15.       | kiesett | kiesett  |
| Jeret Peterson | Férfi       | 227,21    | 8.        | 237,48  | 7.       |
| Ryan St. Onge  | Férfi       | 207,75    | 16.       | kiesett | kiesett  |
| Emily Cook     | Női         | 144,42    | 19.       | kiesett | kiesett  |
| Jana Lindsey   | Női         | 150,23    | 16.       | kiesett | kiesett  |

Mogul
| Versenyző      | Versenyszám | Selejtező | Selejtező | Döntő   | Döntő    |
| Versenyző      | Versenyszám | Pont      | Helyezés  | Pont    | Helyezés |
| -------------- | ----------- | --------- | --------- | ------- | -------- |
| Jeremy Bloom   | Férfi       | 24,51     | 4.        | 25,17   | 6.       |
| Travis Cabral  | Férfi       | 24,88     | 2.        | 24,38   | 9.       |
| Toby Dawson    | Férfi       | 24,20     | 6.        | 26,30   |          |
| Travis Mayer   | Férfi       | 24,04     | 7.        | 24,91   | 7.       |
| Shannon Bahrke | Női         | 22,07     | 18.       | 22,82   | 10.      |
| Hannah Kearney | Női         | 20,80     | 22.       | kiesett | kiesett  |
| Michelle Roark | Női         | 24,45     | 4.        | 20,04   | 18.      |
| Jillian Vogtli | Női         | 21,79     | 20.       | 22,72   | 11.      |

## Sífutás
Férfi
| Versenyző                                           | Versenyszám     | Selejtező | Selejtező | Negyeddöntő | Negyeddöntő | Elődöntő | Elődöntő | B döntő | B döntő | Döntő         | Döntő         |
| Versenyző                                           | Versenyszám     | Idő       | Hely.     | Idő         | Hely.       | Idő      | Hely.    | Idő     | Hely.   | Idő           | Helyezés      |
| --------------------------------------------------- | --------------- | --------- | --------- | ----------- | ----------- | -------- | -------- | ------- | ------- | ------------- | ------------- |
| Chris Cook                                          | Sprint          | 2:18,46   | 16.       | 2:27,9      | 5.          | kiesett  | kiesett  | kiesett | kiesett | kiesett       | 21.           |
| Lars Flora                                          | Sprint          | 2:23,02   | 46.       | kiesett     | kiesett     | kiesett  | kiesett  | kiesett | kiesett | kiesett       | 46.           |
| Lars Flora                                          | 15 km           |           |           |             |             |          |          |         |         | 41:53,1       | 50.           |
| Lars Flora                                          | 30 km           |           |           |             |             |          |          |         |         | 1:22:31,2     | 48.           |
| Justin Freeman                                      | 15 km           |           |           |             |             |          |          |         |         | 42:00,9       | 52.           |
| Kris Freeman                                        | 15 km           |           |           |             |             |          |          |         |         | 39:57,4       | 21.           |
| Kris Freeman                                        | 50 km           |           |           |             |             |          |          |         |         | 2:15:32,6     | 61.           |
| Andrew Johnson                                      | 15 km           |           |           |             |             |          |          |         |         | 41:53,9       | 51.           |
| Andrew Johnson                                      | 30 km           |           |           |             |             |          |          |         |         | 1:21:16,8     | 42.           |
| Andrew Johnson                                      | 50 km           |           |           |             |             |          |          |         |         | 2:07:56,3     | 34.           |
| Torin Koos                                          | Sprint          | 2:21,47   | 36.       | kiesett     | kiesett     | kiesett  | kiesett  | kiesett | kiesett | kiesett       | 36.           |
| Andrew Newell                                       | Sprint          | 2:14,79   | 2.        | 2:24,3      | 4.          | kiesett  | kiesett  | kiesett | kiesett | kiesett       | 16.           |
| James Southam                                       | 30 km           |           |           |             |             |          |          |         |         | 1:22:05,8     | 43.           |
| James Southam                                       | 50 km           |           |           |             |             |          |          |         |         | nem ért célba | nem ért célba |
| Carl Swenson                                        | 30 km           |           |           |             |             |          |          |         |         | 1:21:08,0     | 39.           |
| Carl Swenson                                        | 50 km           |           |           |             |             |          |          |         |         | nem ért célba | nem ért célba |
| Chris Cook Andrew Newell                            | Csapatsprint    | 17:54,9   | 7.        |             |             |          |          |         |         | kiesett       | 13.           |
| Kris Freeman Lars Flora Andrew Johnson Carl Swenson | 4 × 10 km váltó |           |           |             |             |          |          |         |         | 1:48:44,2     | 12.           |

Női
| Versenyző                                                     | Versenyszám    | Selejtező | Selejtező | Negyeddöntő | Negyeddöntő | Elődöntő | Elődöntő | B döntő | B döntő | Döntő         | Döntő         |
| Versenyző                                                     | Versenyszám    | Idő       | Hely.     | Idő         | Hely.       | Idő      | Hely.    | Idő     | Hely.   | Idő           | Helyezés      |
| ------------------------------------------------------------- | -------------- | --------- | --------- | ----------- | ----------- | -------- | -------- | ------- | ------- | ------------- | ------------- |
| Rebecca Dussault                                              | 15 km          |           |           |             |             |          |          |         |         | 47:53,7       | 48.           |
| Rebecca Dussault                                              | 30 km          |           |           |             |             |          |          |         |         | 1:31:43,3     | 43.           |
| Sarah Konrad                                                  | 30 km          |           |           |             |             |          |          |         |         | 1:28:39,2     | 32.           |
| Abby Larson                                                   | 10 km          |           |           |             |             |          |          |         |         | 32:09,0       | 57.           |
| Abby Larson                                                   | 15 km          |           |           |             |             |          |          |         |         | 48:47,5       | 56.           |
| Abby Larson                                                   | 30 km          |           |           |             |             |          |          |         |         | 1:32:51,9     | 47.           |
| Kikkan Randall                                                | Sprint         | 2:15,63   | 10.       | 2:17,8      | 2.          | 2:19,1   | 5.       | kiesett | kiesett | kiesett       | 9.            |
| Kikkan Randall                                                | 10 km          |           |           |             |             |          |          |         |         | 31:49,7       | 53.           |
| Wendy Kay Wagner                                              | Sprint         | 2:19,71   | 35.       | kiesett     | kiesett     | kiesett  | kiesett  | kiesett | kiesett | kiesett       | 35.           |
| Wendy Kay Wagner                                              | 10 km          |           |           |             |             |          |          |         |         | 31:41,0       | 50.           |
| Lindsey Weier                                                 | 10 km          |           |           |             |             |          |          |         |         | 32:43,3       | 59.           |
| Lindsey Weier                                                 | 15 km          |           |           |             |             |          |          |         |         | 48:45,0       | 55.           |
| Lindsey Weier                                                 | 30 km          |           |           |             |             |          |          |         |         | nem ért célba | nem ért célba |
| Lindsay Williams                                              | Sprint         | 2:20,28   | 38.*      | kiesett     | kiesett     | kiesett  | kiesett  | kiesett | kiesett | kiesett       | 38.*          |
| Lindsay Williams                                              | 15 km          |           |           |             |             |          |          |         |         | 50:49,7       | 62.           |
| Kikkan Randall Wendy Kay Wagner                               | Csapatsprint   | 17:51,4   | 5.        |             |             |          |          |         |         | 18:04,9       | 10.           |
| Wendy Kay Wagner Kikkan Randall Sarah Konrad Rebecca Dussault | 4 × 5 km váltó |           |           |             |             |          |          |         |         | 57:58,4       | 14.           |

* - egy másik versenyzővel azonos eredményt ért el

## Síugrás
| Versenyző                                            | Versenyszám | Selejtező | Selejtező | 1. ugrás | 1. ugrás | 2. ugrás | 2. ugrás | Összesítés | Összesítés |
| Versenyző                                            | Versenyszám | Pont      | Hely.     | Pont     | Hely.    | Pont     | Hely.    | Pont       | Helyezés   |
| ---------------------------------------------------- | ----------- | --------- | --------- | -------- | -------- | -------- | -------- | ---------- | ---------- |
| Alan Alborn                                          | Normálsánc  | 117,0     | 16.**     | 106,5    | 40.      | kiesett  | kiesett  | kiesett    | kiesett    |
| Alan Alborn                                          | Nagysánc    | 86,7      | 21.*      | 79,9     | 43.      | kiesett  | kiesett  | kiesett    | kiesett    |
| Jim Denney                                           | Normálsánc  | 91,5      | 46.       | kiesett  | kiesett  | kiesett  | kiesett  | kiesett    | kiesett    |
| Jim Denney                                           | Nagysánc    | 53,5      | 47.       | kiesett  | kiesett  | kiesett  | kiesett  | kiesett    | kiesett    |
| Clint Jones                                          | Normálsánc  | 104,5     | 35.       | 97,5     | 47.      | kiesett  | kiesett  | kiesett    | kiesett    |
| Clint Jones                                          | Nagysánc    | 64,9      | 39.       | kiesett  | kiesett  | kiesett  | kiesett  | kiesett    | kiesett    |
| Tommy Schwall                                        | Normálsánc  | 103,0     | 38.       | kiesett  | kiesett  | kiesett  | kiesett  | kiesett    | kiesett    |
| Tommy Schwall                                        | Nagysánc    | 63,4      | 42.       | kiesett  | kiesett  | kiesett  | kiesett  | kiesett    | kiesett    |
| Alan Alborn Anders Johnson Clint Jones Tommy Schwall | Csapat      |           |           | 286,8    | 14.      | kiesett  | kiesett  | kiesett    | kiesett    |

* - egy másik versenyzővel azonos eredményt ért el

** - két másik versenyzővel azonos eredményt ért el

## Snowboard
Halfpipe
| Versenyző        | Versenyszám | 1. selejtező | 1. selejtező | 2. selejtező | 2. selejtező | Döntő      | Döntő      | Döntő | Helyezés |
| Versenyző        | Versenyszám | Pont         | Hely.        | Pont         | Hely.        | 1. forduló | 2. forduló | Hely. | Helyezés |
| ---------------- | ----------- | ------------ | ------------ | ------------ | ------------ | ---------- | ---------- | ----- | -------- |
| Mason Aguirre    | Férfi       | 43,4         | 3.           |              |              | 40,3       | 37,1       | 4.    | 4.       |
| Andy Finch       | Férfi       | 43,1         | 4.           |              |              | 9,6        | 24,7       | 12.   | 12.      |
| Daniel Kass      | Férfi       | 43,8         | 1.           |              |              | 20,8       | 44,0       | 2.    |          |
| Shaun White      | Férfi       | 37,7         | 7.           | 45,3         | 1.           | 46,8       | 26,6       | 1.    |          |
| Gretchen Bleiler | Női         | 41,6         | 2.           |              |              | 41,5       | 43,4       | 2.    |          |
| Kelly Clark      | Női         | 44,9         | 1.           |              |              | 41,1       | 38,1       | 4.    | 4.       |
| Elena Hight      | Női         | 33,1         | 8.           | 36,8         | 4.           | 29,4       | 37,8       | 6.    | 6.       |
| Hannah Teter     | Női         | 39,9         | 3.           |              |              | 44,6       | 46,4       | 1.    |          |

Parallel giant slalom
| Versenyző        | Versenyszám | Selejtező | Selejtező | Nyolcaddöntő               | Negyeddöntő                 | Elődöntő                    | Döntő                                       | Helyezés |
| Versenyző        | Versenyszám | Idő       | Hely.     | Ellenfél Eredmény          | Ellenfél Eredmény           | Ellenfél Eredmény           | Ellenfél Eredmény                           | Helyezés |
| ---------------- | ----------- | --------- | --------- | -------------------------- | --------------------------- | --------------------------- | ------------------------------------------- | -------- |
| Tyler Jewell     | Férfi       | 1:11,13   | 9.        | Dejan Košir (SLO) · +0,30  | kiesett                     | kiesett                     | kiesett                                     | 11.      |
| Rosey Fletcher   | Női         | 1:20,88   | 2.        | Marion Posch (ITA) · -0,96 | Ursula Bruhin (SUI) · -0,15 | Daniela Meuli (SUI) · +3,70 | Bronzmérkőzés · Doris Günther (AUT) · -0,69 |          |
| Michelle Gorgone | Női         | 1:24,43   | 22.       | kiesett                    | kiesett                     | kiesett                     | kiesett                                     | 22.      |

Snowboard cross
| Versenyző          | Versenyszám | Selejtező | Selejtező | Nyolcaddöntő | Negyeddöntő | Elődöntő | Döntő      | Helyezés |
| Versenyző          | Versenyszám | Idő       | Hely.     | Helyezés     | Helyezés    | Helyezés | Helyezés   | Helyezés |
| ------------------ | ----------- | --------- | --------- | ------------ | ----------- | -------- | ---------- | -------- |
| Nate Holland       | Férfi       | 1:21,03   | 7.        | 1.           | 4.          |          | D-döntő 2. | 14.      |
| Jason R. Smith     | Férfi       | 1:21,98   | 15.       | 1.           | 1.          | 3.       | B-döntő 2. | 6.       |
| Graham Watanabe    | Férfi       | 1:22,98   | 29.       | 3.           | kiesett     | kiesett  | kiesett    | 31.      |
| Seth Wescott       | Férfi       | 1:20,69   | 3.        | 1.           | 1.          | 2.       | 1.         |          |
| Lindsey Jacobellis | Női         | 1:29,51   | 3.        |              | 2.          | 1.       | 2.         |          |

## Szánkó
| Versenyző                   | Versenyszám | 1. futam      | 1. futam      | 2. futam      | 2. futam      | 3. futam | 3. futam | 4. futam | 4. futam | Összesítés | Összesítés |
| Versenyző                   | Versenyszám | Idő           | Hely.         | Idő           | Hely.         | Idő      | Hely.    | Idő      | Hely.    | Idő        | Helyezés   |
| --------------------------- | ----------- | ------------- | ------------- | ------------- | ------------- | -------- | -------- | -------- | -------- | ---------- | ---------- |
| Tony Benshoof               | Férfi egyes | 51,907        | 4.            | 51,458        | 2.            | 51,674   | 7.       | 51,559   | 6.       | 3:26,598   | 4.         |
| Jonathan Myles              | Férfi egyes | 52,579        | 18.           | 52,267        | 20.           | 52,230   | 16.      | 52,332   | 20.      | 3:29,408   | 18.        |
| Christian Niccum            | Férfi egyes | 53,669        | 29.           | 52,675        | 26.           | 52,306   | 19.      | 52,539   | 25.      | 3:31,189   | 23.        |
| Erin Hamlin                 | Női egyes   | 48,660        | 20.           | 47,816        | 14.           | 47,534   | 12.      | 47,280   | 8.       | 3:11,290   | 12.        |
| Samantha Retrosi            | Női egyes   | 47,861        | 13.           | nem ért célba | nem ért célba | kiesett  | kiesett  | kiesett  | kiesett  | kiesett    | kiesett    |
| Courtney Zablocki           | Női egyes   | 47,253        | 3.            | 47,129        | 3.            | 47,234   | 5.       | 47,236   | 6.       | 3:08,852   | 4.         |
| Preston Griffal Dan Joye    | Kettes      | 47,722        | 11.           | 47,688        | 4.            |          |          |          |          | 1:35,410   | 8.         |
| Mark Grimmette Brian Martin | Kettes      | nem ért célba | nem ért célba | kiesett       | kiesett       |          |          |          |          | kiesett    | kiesett    |

## Szkeleton
| Versenyző       | Versenyszám | 1. futam | 1. futam | 2. futam | 2. futam | Összesítés | Összesítés |
| Versenyző       | Versenyszám | Idő      | Hely.    | Idő      | Hely.    | Idő        | Helyezés   |
| --------------- | ----------- | -------- | -------- | -------- | -------- | ---------- | ---------- |
| Eric Bernotas   | Férfi       | 58,43    | 6.       | 58,76    | 8.       | 1:57,19    | 6.         |
| Kevin Ellis     | Férfi       | 59,46    | 15.      | 59,75    | 18.*     | 1:59,21    | 17.        |
| Chris Soule     | Férfi       | 1:00,33  | 24.      | 1:00,90  | 25.      | 2:01,23    | 25.        |
| Katie Uhlaender | Női         | 1:00,87  | 6.       | 1:01,43  | 6.       | 2:02,30    | 6.         |

* - egy másik versenyzővel azonos eredményt ért el